# Mistrzostwa Świata w Gimnastyce Sportowej 1979
20. Mistrzostwa świata w gimnastyce sportowej, które odbyły się w amerykańskim mieście Fort Worth w 1979 roku.

## Tabela medalowa
| Poz. | Państwo           | Złota | Srebra | Brązy | Łącznie |
| ---- | ----------------- | ----- | ------ | ----- | ------- |
| 1    | ZSRR              | 5     | 7      | 5     | 17      |
| 2    | Stany Zjednoczone | 3     | 3      | 2     | 8       |
| 3    | Rumunia           | 3     | 1      | 3     | 7       |
| 4    | NRD               | 2     | 1      | 4     | 7       |
| 5=   | Chiny             | 1     | 0      | 0     | 1       |
| 5=   | Czechosłowacja    | 1     | 0      | 0     | 1       |
| 7    | Japonia           | 0     | 1      | 1     | 2       |

## Mężczyźni

### Wielobój indywidualnie
| Medal | Zawodnik           | Punkty  |
| ----- | ------------------ | ------- |
| 1     | Aleksandr Ditiatin | 118.250 |
| 2     | Kurt Thomas        | 117.975 |
| 3     | Aleksandr Tkaczow  | 117.775 |

### Ćwiczenia wolne
| Medal | Zawodnik          | Punkty |
| ----- | ----------------- | ------ |
| 1     | Roland Brückner   | 19.800 |
| 1     | Kurt Thomas       | 19.800 |
| 3     | Aleksandr Tkaczow | 19.775 |

### Ćwiczenia na koniu z łękami
| Medal | Zawodnik      | Punkty |
| ----- | ------------- | ------ |
| 1     | Zoltán Magyar | 19.825 |
| 2     | Kurt Thomas   | 19.725 |
| 3     | Kōji Gushiken | 19.600 |

### Ćwiczenia na kółkach
| Medal | Zawodnik           | Punkty |
| ----- | ------------------ | ------ |
| 1     | Aleksandr Ditiatin | 19.800 |
| 2     | Danut Grecu        | 19.700 |
| 3     | Aleksandr Tkaczow  | 19.675 |

### Skok
| Medal | Zawodnik           | Punkty |
| ----- | ------------------ | ------ |
| 1     | Aleksandr Ditiatin | 19.725 |
| 2     | Nikołaj Andrianow  | 19.700 |
| 3     | Ralph Bärthel      | 19.675 |
| 3     | Bart Conner        | 19.675 |

### Ćwiczenia na poręczach
| Medal | Zawodnik          | Punkty |
| ----- | ----------------- | ------ |
| 1     | Bart Conner       | 19.725 |
| 2     | Aleksandr Tkaczow | 19.700 |
| 2     | Kurt Thomas       | 19.700 |

### Ćwiczenia na drążku
| Medal | Zawodnik           | Punkty |
| ----- | ------------------ | ------ |
| 1     | Kurt Thomas        | 19.775 |
| 2     | Aleksandr Tkaczow  | 19.750 |
| 3     | Aleksandr Ditiatin | 19.675 |

### Zawody drużynowe
| Medal | Państwo           | Punkty             |         |
| ----- | ----------------- | ------------------ | ------- |
| 1     | ZSRR              | Aleksandr Ditiatin | 587.500 |
| 1     | ZSRR              | Aleksandr Tkaczow  | 587.500 |
| 1     | ZSRR              | Władimir Markiełow | 587.500 |
| 1     | ZSRR              | Nikołaj Andrianow  | 587.500 |
| 1     | ZSRR              | Bogdan Makuc       | 587.500 |
| 1     | ZSRR              | Artur Akopian      | 587.500 |
| 2     | Japonia           | Hiroshi Kajiyama   | 583.700 |
| 2     | Japonia           | Eizō Kenmotsu      | 583.700 |
| 2     | Japonia           | Kōji Gushiken      | 583.700 |
| 2     | Japonia           | Toshiomi Nishikii  | 583.700 |
| 2     | Japonia           | Nobuyuki Kajitani  | 583.700 |
| 2     | Japonia           | Shigeru Kasamatsu  | 583.700 |
| 3     | Stany Zjednoczone | Kurt Thomas        | 581.150 |
| 3     | Stany Zjednoczone | Bart Conner        | 581.150 |
| 3     | Stany Zjednoczone | Jim Hartung        | 581.150 |
| 3     | Stany Zjednoczone | Larry Gerard       | 581.150 |
| 3     | Stany Zjednoczone | Tim LaFleur        | 581.150 |
| 3     | Stany Zjednoczone | Peter Vidmar       | 581.150 |

## Kobiety

### Wielobój indywidualnie
| Medal | Zawodniczka | Punkty |
| ----- | ----------- | ------ |
| 1     | Nelli Kim   | 78.650 |
| 2     | Maxi Gnauck | 78.375 |
| 3     | Melita Ruhn | 78.325 |

### Skok
| Medal | Zawodniczka      | Punkty |
| ----- | ---------------- | ------ |
| 1     | Dumitrita Turner | 19.775 |
| 2     | Stella Zacharowa | 19.700 |
| 3     | Nelli Kim        | 19.675 |
| 3     | Steffi Kraker    | 19.675 |

### Ćwiczenia na poręczach
| Medal | Zawodniczka   | Punkty |
| ----- | ------------- | ------ |
| 1     | Ma Yanhong    | 19.825 |
| 1     | Maxi Gnauck   | 19.825 |
| 3     | Emilia Eberle | 19.750 |

### Ćwiczenia na równoważni
| Medal | Zawodniczka     | Punkty |
| ----- | --------------- | ------ |
| 1     | Vera Cerna      | 19.800 |
| 2     | Nelli Kim       | 19.625 |
| 3     | Regina Grabolle | 19.575 |

### Ćwiczenia wolne
| Medal | Zawodniczka   | Punkty |
| ----- | ------------- | ------ |
| 1     | Emilia Eberle | 19.800 |
| 2     | Nelli Kim     | 19.775 |
| 3     | Melita Ruhn   | 19.725 |

### Zawody drużynowe
| Medal | Państwo | Zawodniczka              | Punkty  |
| ----- | ------- | ------------------------ | ------- |
| 1     | Rumunia | Nadia Comăneci           | 389.550 |
| 1     | Rumunia | Rodica Dunca             | 389.550 |
| 1     | Rumunia | Emilia Eberle            | 389.550 |
| 1     | Rumunia | Melita Ruhn              | 389.550 |
| 1     | Rumunia | Dumitrita Turner         | 389.550 |
| 1     | Rumunia | Marilena Vladarau        | 389.550 |
| 2     | ZSRR    | Maria Fiłatowa           | 388.925 |
| 2     | ZSRR    | Nelli Kim                | 388.925 |
| 2     | ZSRR    | Jelena Najmuszyna        | 388.925 |
| 2     | ZSRR    | Natalia Szaposznikowa    | 388.925 |
| 2     | ZSRR    | Natalia Tierieszczenko   | 388.925 |
| 2     | ZSRR    | Stella Stiełła Zacharowa | 388.925 |
| 3     | NRD     | Maxi Gnauck              | 388.075 |
| 3     | NRD     | Regina Grabolle          | 388.075 |
| 3     | NRD     | Silvia Hindorff          | 388.075 |
| 3     | NRD     | Steffi Kraker            | 388.075 |
| 3     | NRD     | Katharina Rensch         | 388.075 |
| 3     | NRD     | Karola Sube              | 388.075 |